# عباس آقاجان
عباس آقاجان، روستایی در دهستان بنجار بخش مرکزی شهرستان زابل در استان سیستان و بلوچستان ایران است.

## جمعیت
بر پایه سرشماری عمومی نفوس و مسکن در سال ۱۳۹۵، جمعیت این روستا برابر با ۶۴ نفر (۲۲ خانوار) بوده‌است.